# Jordi Savall

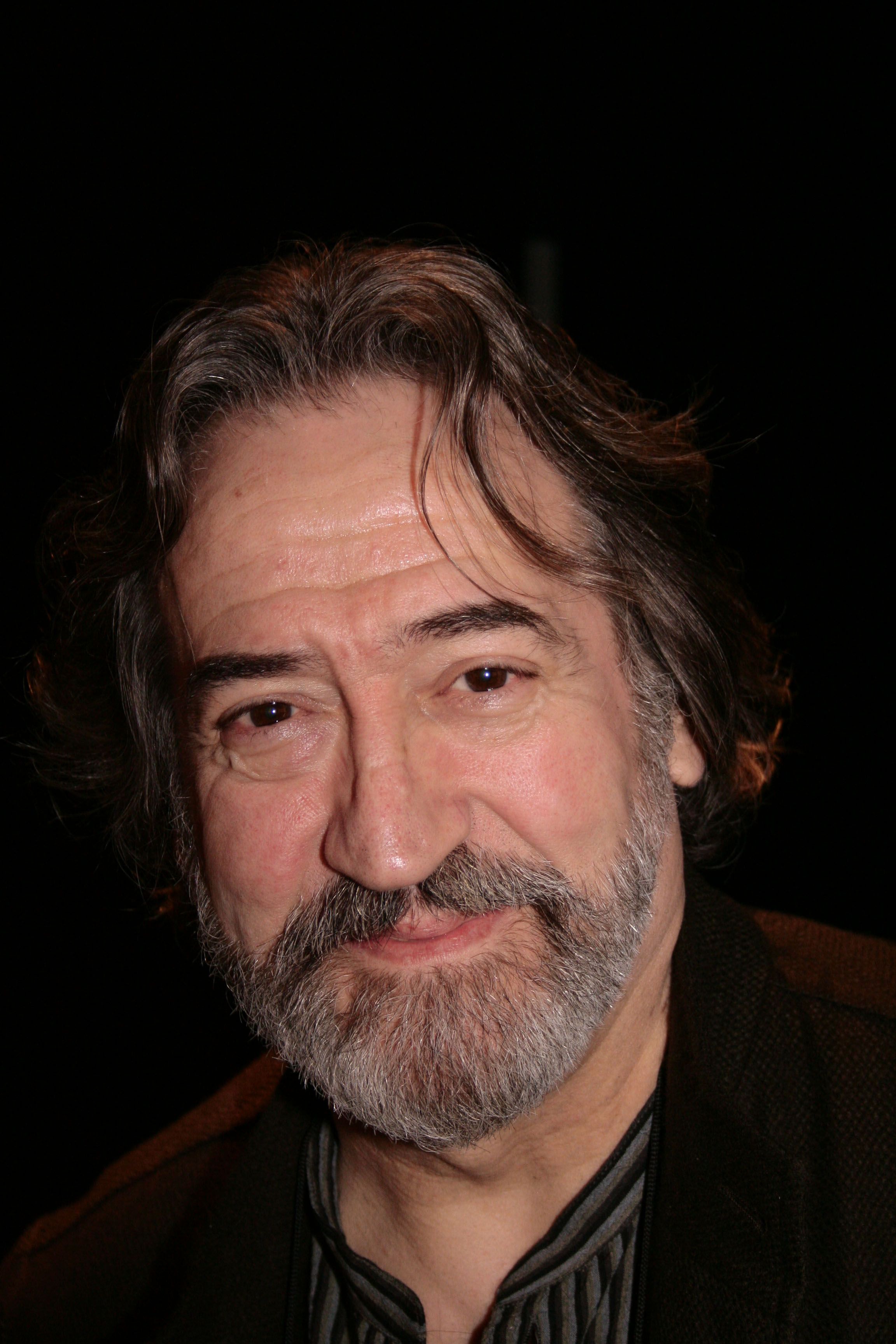
Jordi Savall (2007)

Jordi Savall i Bernadet [ˈʒɔɾði səˈβaʎ] (* 1. August 1941 in Igualada, Spanien) ist ein katalanischer Musikwissenschaftler und Gambist im Bereich der historischen Aufführungspraxis, der auch eigene Kompositionen zur Aufführung bringt.

## Leben
Jordi Savall studierte am Conservatori Superior de Música de Barcelona. Er war Schüler von Wieland Kuijken in Belgien und ab 1968 von August Wenzinger in Basel. Seine Interessen für alte Musik führten ihn zu Wenzingers Schola Cantorum Basiliensis, an der er von 1974 bis 1992 Viola da Gamba unterrichtete. 1974 gründete er Hespèrion XX (jetzt: Hespèrion XXI), ein Ensemble, das sich speziell dem Repertoire der frühen Musik der iberischen Halbinsel verpflichtete. 1987 gründete er die Capella Reial de Catalunya, die sich auf die Interpretation mittelalterlicher geistlicher Musik spezialisiert hat. 1989 gründete er schließlich noch das Kammerorchester Le Concert des Nations, das hauptsächlich aus Musikern aus dem romanischen Sprachraum und aus Lateinamerika geformt ist, und das Musik von der Barockzeit bis zur Romantik auf zeitgenössischen Instrumenten interpretiert.
Jordi Savall hat sich durch weltweite Auftritte sowie durch umfangreiche Tonaufnahmen den Ruf eines bedeutenden Interpreten und Musikwissenschafters für alte Musik erworben. Er wurde einem größeren Publikum bekannt durch die Musik zu dem mehrfach ausgezeichneten französischen Film Die siebente Saite (1991). Ferner komponierte er die Musik zum Film Marquise – Gefährliche Intrige aus dem Jahr 1997, bei dem Véra Belmont Regie führte.
Jordi Savall war seit 1968 mit der 2011 verstorbenen Sopranistin Montserrat Figueras verheiratet. Ihre Tochter Arianna Savall sowie ihr Sohn Ferran Savall sind ebenfalls musikalisch tätig. Seit 2009 ist Savall Gastdozent im „Juilliard Historical Performance Program“ der Juilliard School in New York City.
Das 1998 durch Savall gegründete Label „Alia Vox“ konnte bis 2010 mehr als 2.000.000 CDs vermarkten, nicht zuletzt durch Savalls starke Präsenz in den Konzertsälen und in den Medien, sowie durch Label-Niederlassungen in 45 Ländern.
2014 gab Jordi Savall den an ihn verliehenen Premio Nacional de Música zurück. In einem offenen Brief begründete er dies mit der „gravierenden Inkompetenz“ und dem „dramatischen Desinteresse“ der damaligen spanischen Regierung gegenüber dem kulturellen und musikalischen Erbe des Landes.

## Werke

### „Paraisos Perdidos“
Typisch für Jordi Savall sind aufwändig ausgestattete Hörbücher. So spürte er in einer Bibliothek auf Gran Canaria Bücher mit unbekannten Liedern von Columbus’ Matrosen auf, von den mitreisenden Mönchen und Gesänge der Indios der neuen Welt. Diese Lieder nahm er mit seinem Ensemble Hespèrion XXI auf und veröffentlichte es auf der CD Paraisos Perdidos. Das Begleitbuch umfasst 260 Seiten. Insgesamt über 50 solcher Hörbücher hat Savall  veröffentlicht und damit (2007) über 1,8 Mio. CDs verkauft.
Werkliste siehe: Hespèrion XXI

## Filmmusik (Auswahl)
- 1991: Die siebente Saite (Tous les Matins du monde)
- 1994: Johanna, die Jungfrau (Jeanne la Pucelle)
- 1997: Marquise – Gefährliche Intrige (Marquise)
- 1998: Geheimsache (Secret défense)

## Auszeichnungen
- 2009: Händel-Preis der Stadt Halle
- 2010: Internationaler Friedensmusikpreis des Praetorius Musikpreises
- 2012: Léonie-Sonning-Musikpreis
- 2013: ECHO Klassik Kammermusik-Einspielung des Jahres[4]
- 2013: Ehrendoktorat der Universität Basel[5]
- 2016: Ehrendoktorat der Universität Utrecht[6]